# Połonicznik
Połonicznik (Herniaria L.) – rodzaj roślin jednorocznych, dwuletnich i rzadziej bylin z rodziny goździkowatych z rodziny (Caryophyllaceae). Należą tu ok. 52 gatunki. Występują one głównie w obszarze śródziemnomorskim, poza tym w pozostałych częściach Europy, w Azji zachodniej (3 gatunki rosną w Chinach), w Afryce oraz w Andach w Ameryce Południowej. Dwa gatunki zostały introdukowane do Ameryki Północnej. W Polsce gatunkiem rodzimym jest tylko połonicznik nagi H. glabra, zadomowionym przybyszem jest połonicznik kosmaty H. hirsuta. Przejściowo dziczeje połonicznik siwy H. incana i wonny H. polygama.

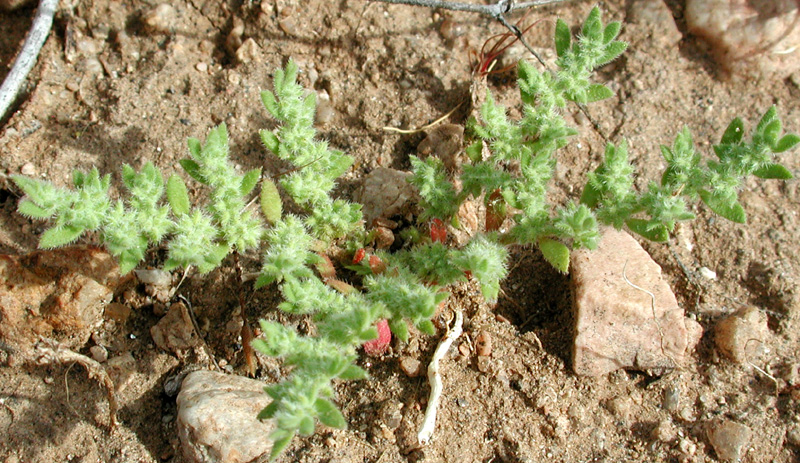
Połonicznik kosmaty

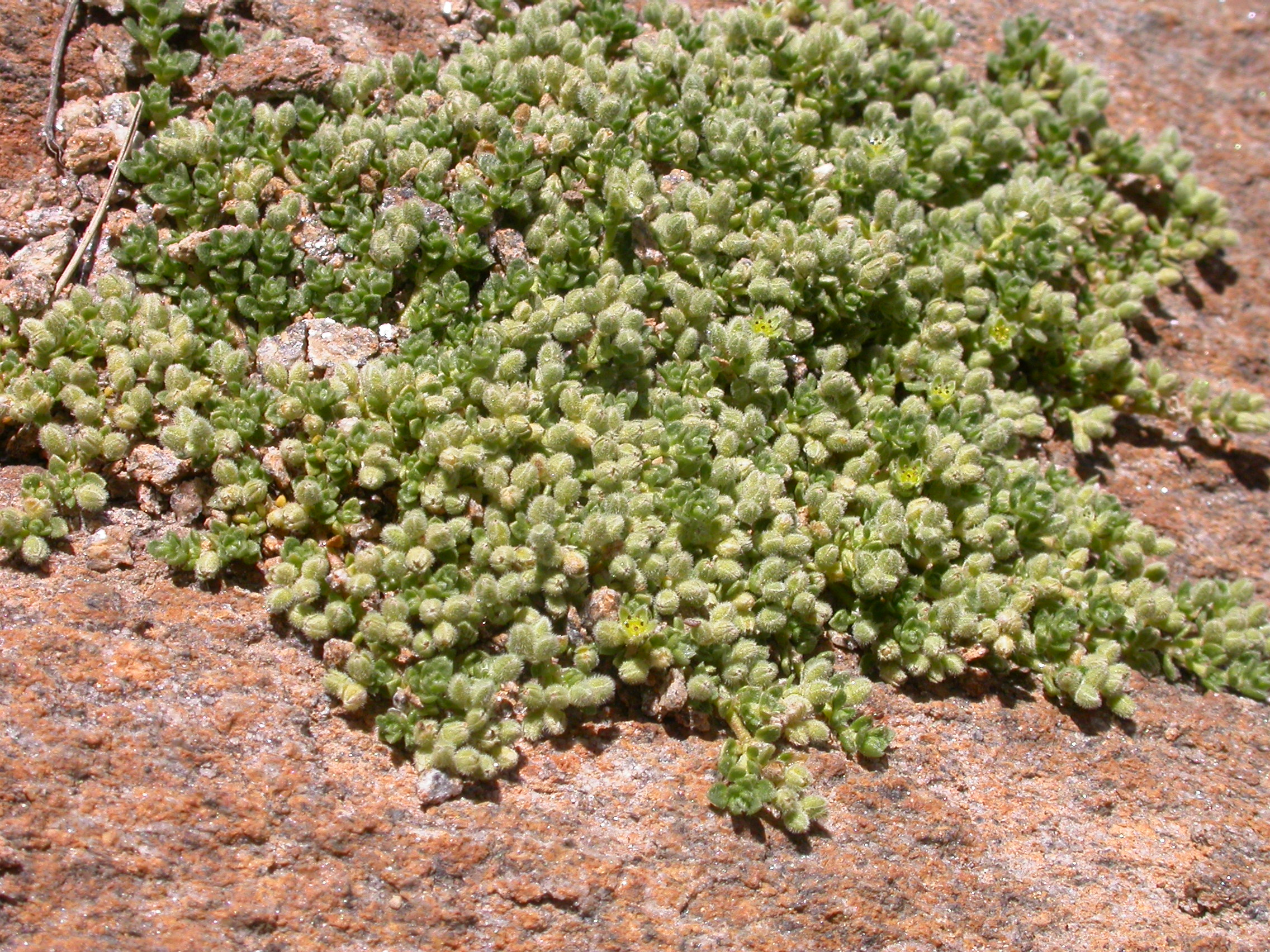
Herniaria alpina

## Morfologia
PokrójDrobne rośliny, zwykle o pędach wiotkich, płożących, czasem podnoszących się, u nasady czasem drewniejących. Pędy są zwykle silnie rozgałęzione.
LiścieNaprzeciwległe, ale ponieważ jeden z pary liści w górnej części łodygi zwykle zanika – są pozornie skrętoległe. Przylistki są drobne i błonkowate, szybko odpadające. Liście są siedzące lub krótkoogonkowe. Blaszka jednożyłkowa, lancetowata do eliptycznej lub nawet zaokrąglonej i z nasadą nieco sercowatą. Na szczycie zaostrzone lub tępe.
KwiatyDrobne, zebrane są w gęste lub luźne wierzchotkowate kwiatostany lub w kłębiki wyrastające naprzeciw liści na odgałęzieniach pędów. Wsparte są drobnymi, błoniastymi przysadkami. Kwiaty są 4- lub 5-krotne. Działki są trwałe, zielonkawe do białawych, osiągają do 1,5 mm długości. Płatki są jeszcze bardziej drobne lub są całkiem zredukowane. U nasady 4–5 pręcików znajdują się miodniki, poza tym w kwiecie obecnych jest 5 prątniczków oraz jednokomorowa, owalna zalążnia z krótką szyjką słupka, rozwidloną na końcu.
OwoceOpisywane jako torebki lub niełupki. Osadzone są w trwałych działkach i częściowo w kubeczkowatym dnie kwiatowym. Zwykle 1-nasienne. Nasiona są drobne, kuliste lub nieco spłaszczone, brązowe lub czarne, błyszczące.

## Systematyka
Rodzaj jest najbliżej spokrewniony z podgatunkiem Anoplonychia (Fenzl) Chaudhri z rodzaju paronychia Paronychia (48 gatunków występujących w Europie, Azji i Afryce) w związku z czym oczekiwana jest jego rewizja taksonomiczna.
Pozycja systematyczna
Rodzaj należy do rodziny goździkowatych (Caryophyllaceae), rzędu goździkowców (Caryophyllales) w obrębie dwuliściennych właściwych. W obrębie goździkowatych należy do podrodziny Paronychioideae  plemienia Paronychieae.
Wykaz gatunków
- Herniaria abyssinica Chaudhri
- Herniaria acrochaeta (Bornm.) Chaudhri
- Herniaria algarvica Chaudhri
- Herniaria alpina Chaix
- Herniaria amoena Çeleb. & Favarger
- Herniaria arabica Hand.-Mazz.
- Herniaria argaea Boiss.
- Herniaria austroamericana Chaudhri & Rutish.
- Herniaria baetica Boiss. & Reut.
- Herniaria bicolor M.G.Gilbert
- Herniaria boissieri J.Gay
- Herniaria bornmuelleri Chaudhri
- Herniaria cachemiriana J.Gay
- Herniaria canariensis Chaudhri
- Herniaria capensis (Haw.) Steud. ex Bartl.
- Herniaria caucasica Rupr.
- Herniaria ciliolata Melderis – połonicznik orzęsiony
- Herniaria cinerea DC.
- Herniaria cyrenaica F.Herm.
- Herniaria degenii (F.Herm.) Chaudhri
- Herniaria erckertii F.Herm.
- Herniaria ericifolia C.C.Towns.
- Herniaria fontanesii J.Gay
- Herniaria fruticosa L.
- Herniaria glaberrima (Emb.) Maire
- Herniaria glabra L. – połonicznik nagi, p. gładki
- Herniaria grimmii F.Herm.
- Herniaria hemistemon J.Gay
- Herniaria hirsuta L. – połonicznik kosmaty
- Herniaria incana Lam. – połonicznik siwy
- Herniaria latifolia Lapeyr. – połonicznik szerokolistny
- Herniaria litardierei (Gamisans) Greuter & Burdet
- Herniaria lusitanica Chaudhri
- Herniaria maritima Link
- Herniaria maskatensis Bornm.
- Herniaria mauritanica Murb.
- Herniaria micrantha A.K.Jacks. & Turrill
- Herniaria × montenegrina Pérez Dacosta & Mateo
- Herniaria nigrimontium F.Herm.
- Herniaria olympica J.Gay
- Herniaria oranensis Chaudhri
- Herniaria orientalis F.Herm.
- Herniaria parnassica Heldr. & Sartori ex Boiss.
- Herniaria pearsonii Chaudhri
- Herniaria permixta Jan ex Guss.
- Herniaria pisidica Brummitt
- Herniaria polygama J.Gay – połonicznik wonny
- Herniaria pujosii Sauvage & Vindt
- Herniaria regnieri Braun-Blanq. & Maire
- Herniaria riphaea Font Quer
- Herniaria saxatilis Brummitt
- Herniaria scabrida Boiss.
- Herniaria schlechteri F.Herm.
- Herniaria × urrutiae Pérez Dacosta & Uribe-Ech.